# Alejo Russell
Alejo Domingo Russell (Córdoba, 9 de setembro de 1916) foi um tenista profissional argentino.
Alejo Russell finalista de duplas mistas no US Open de 1942. Ele foi o primeiro campeão duplas dos Jogos Pan-Americanos, em 1951, e medalha de prata em simples.

## Grand Slam Final

### Duplas Mistas (1 vice)
| Posição | Ano  | Campeonato         | Piso  | Parceira              | Oponentes                   | Placar        |
| Vice    | 1942 | U.S. Championships | Grama | Patricia Canning Todd | Louise Brough Ted Schroeder | 6–3, 1–6, 4–6 |

## Jogos Pan-Americanos

### Simples: 1 medalha  (1 prata)
| Posição | Ano  | Local        | Oponente      | Placar        |
| Prata   | 1951 | Buenos Aires | Enrique Morea | 4-6, 2-6, 2-6 |

### Duplas: 1 medalha (1 ouro)
| Posição | Ano  | Local        | Parceiro      | Oponentes                  | Placar        |
| Ouro    | 1951 | Buenos Aires | Enrique Morea | Luis Ayala Carlos Sanhueza | 6-4, 7-5, 6-4 |

### Duplas Mistas: 1 medalha (1 bronze)
| Posição | Ano  | Local        | Parceira            | Oponentes                   | Placar   |
| Bronze  | 1951 | Buenos Aires | Mary Terán de Weiss | Luis Ayala Irma Covarrubias | 6-3, 6-3 |